# Hammerbrooker Kanäle

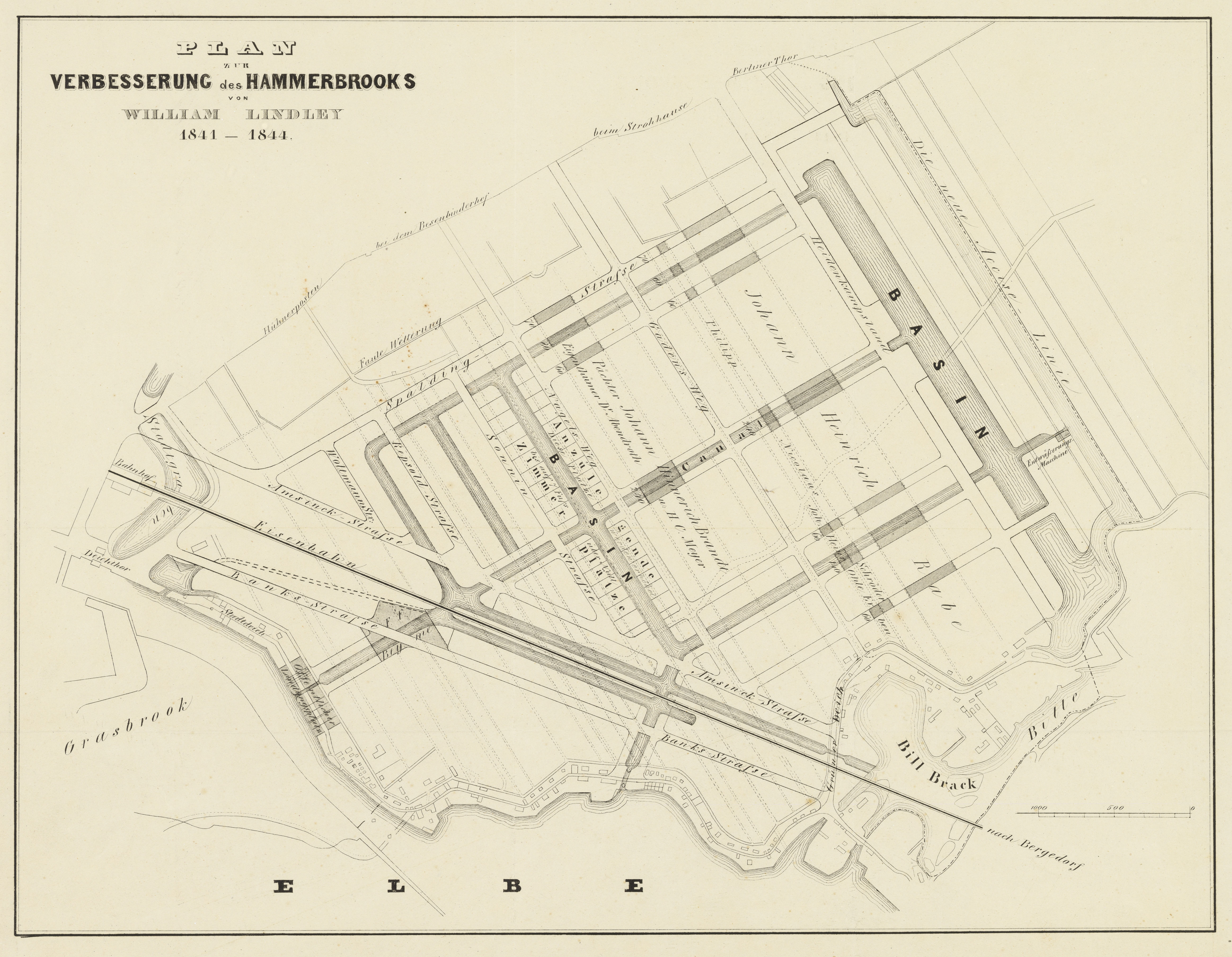
Lindleys „Plan zur Verbesserung des Hammerbrooks“ (1841–1844)

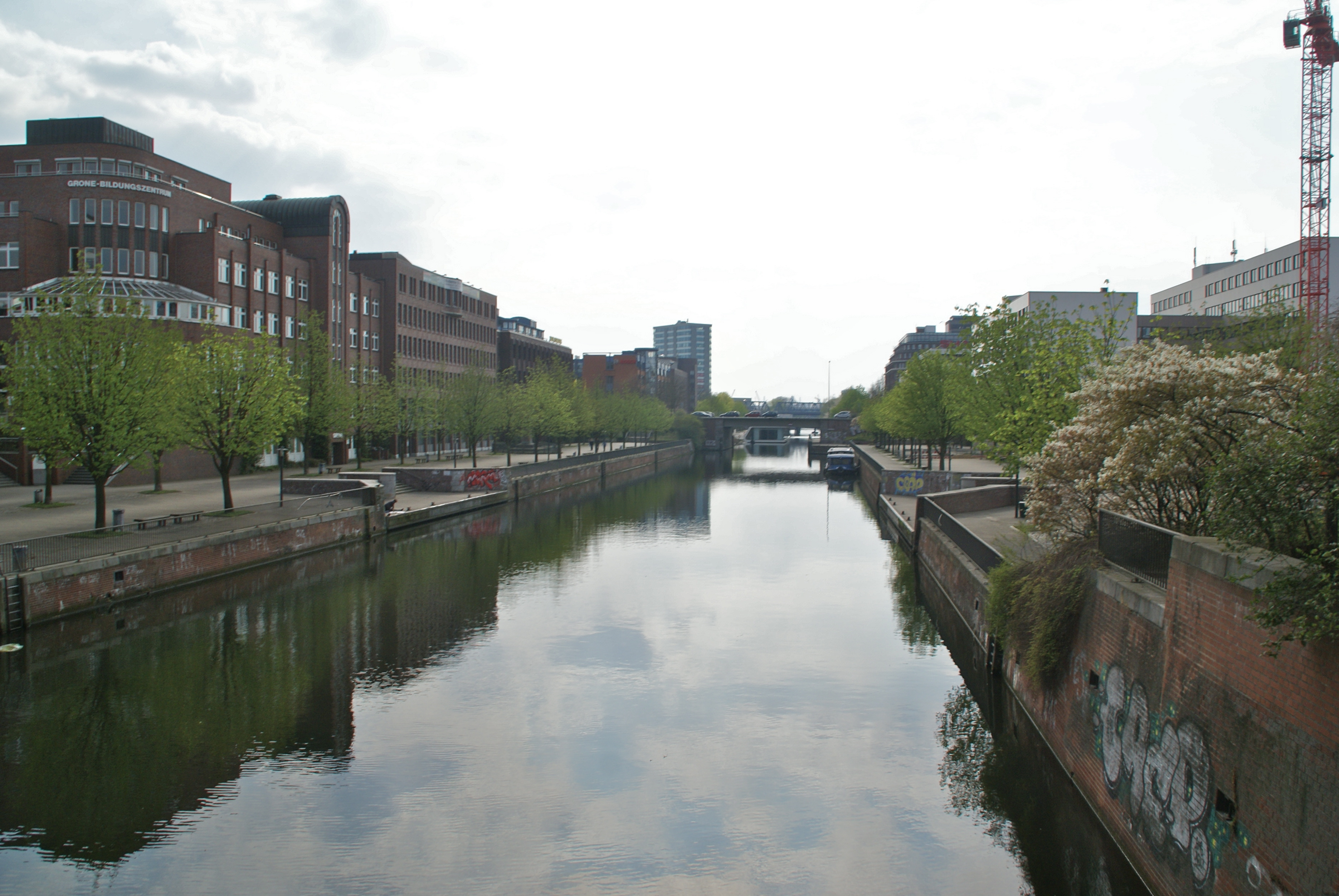
Mittelkanal mit ehemaligen Löschplätzen auf beiden Ufern

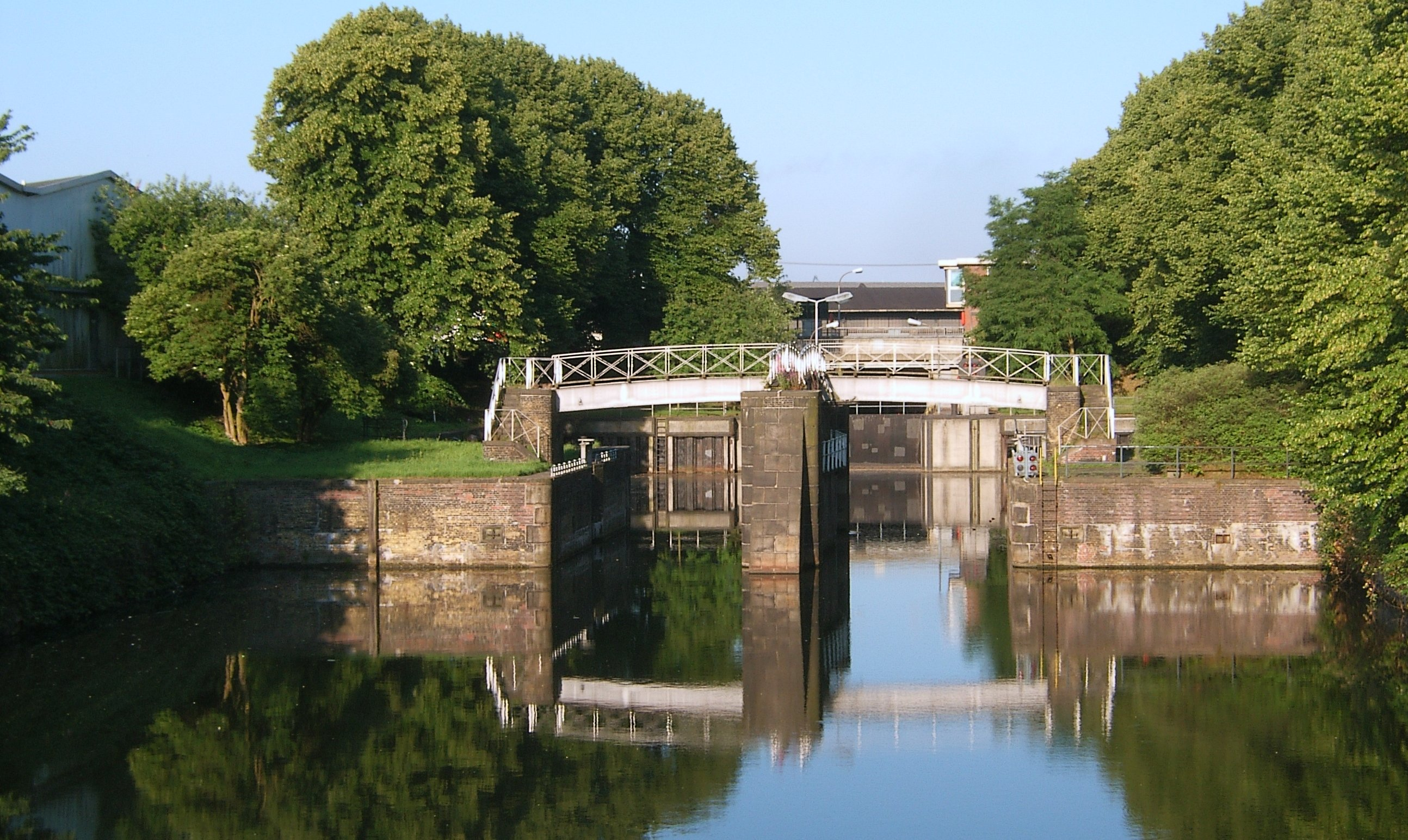
Die Hammerbrookschleuse verbindet die Kanäle mit dem Oberhafen und der Elbe

Die Hammerbrooker Kanäle sind ein Netz von schiffbaren Kanälen in den Hamburger Stadtteilen Hammerbrook und Hamm. Sie wurden im Zuge der Erschließung des Hammerbrooks in den Jahren 1842–1847 nach einem Plan von William Lindley angelegt und ab den 1880er Jahren weiter nach Osten verlängert. Sie dienten zum einen der Entwässerung des tiefgelegenen Marschlandes sowie zum anderen auch als Transportwege in die neuen Wohn- und Gewerbegebiete. Nach der weitgehenden Zerstörung Hammerbrooks im Zweiten Weltkrieg wurde ein Teil der Kanäle mit Trümmerschutt verfüllt und überbaut. Die verbliebenen Kanäle sind unter der ID 44134 in die Hamburger Denkmalliste eingetragen.

## Geschichte
Der Hammerbrook gehörte seit dem 14. Jahrhundert zum Hamburger Landgebiet, konnte aber aufgrund seiner Lage und Beschaffenheit lange Zeit fast ausschließlich als Viehweide genutzt werden. Die spärliche Bebauung konzentrierte sich auf einen Streifen am Geesthang sowie die Deiche (Stadtdeich, Grüner Deich, Hammer Deich), während das tiefgelegene Hinterland trotz Eindeichung nach Sturmfluten oder Elbehochwassern oft wochen- oder monatelang unter Wasser stand.

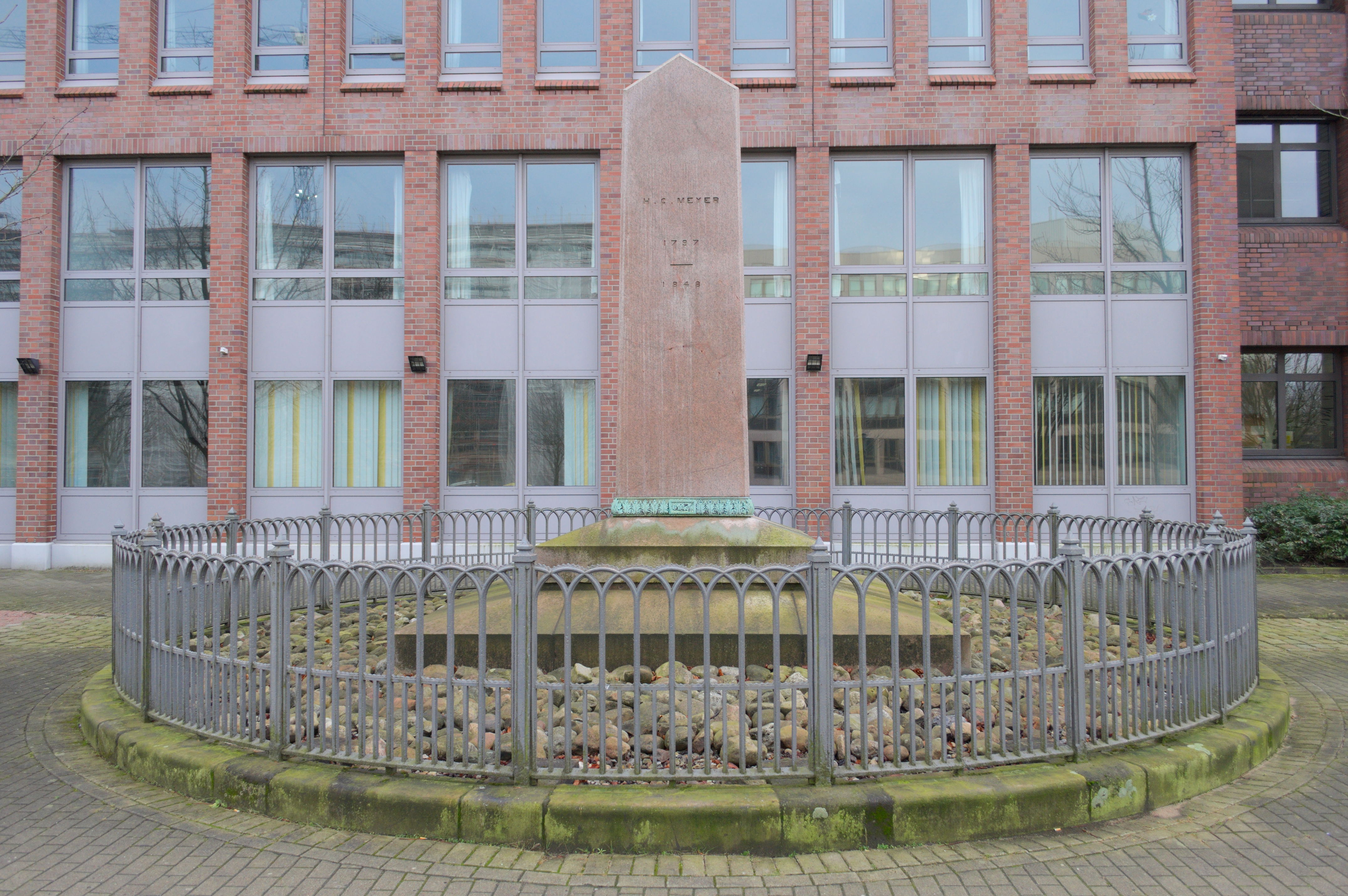
Denkmal für H. C. Meyer am Mittelkanal

Bereits beim Bau der Hamburg-Bergedorfer Eisenbahn (1838–1842) hatte sich Lindley daher mit der Frage der dauerhaften Trockenlegung des Baugrundes befasst und unterbreitete dem Hamburger Senat Ende 1840 einen Vorschlag zur „Verbesserung des Hammerbrooks“. Sein Plan sah vor, die vorhandenen Entwässerungsgräben (Wettern) zu einem leistungsfähigen Kanalnetz auszubauen und mit dem Aushub das übrige Gelände auf flutsicheres Niveau anzuheben. Die neuen Kanäle sollten als Erschließungswege für Schuten und kleinere Schiffe schiffbar sein und zugleich als Zwischenspeicher für das gesammelte Grund- und Oberflächenwasser dienen, das anschließend je nach Wasserstand der Elbe in die Bille bzw. die Elbe fließen oder mit Dampfmaschinen gepumpt werden sollte.
Zur Finanzierung und Realisierung des Projektes gewann Lindley ein Konsortium aus Hamburger Kaufleuten, die auch schon am Bau der Eisenbahn nach Bergedorf beteiligt waren, darunter August Abendroth, Justus Ruperti und Heinrich Christian Meyer. Die von ihnen gegründete Hammerbrook-Landunternehmung kaufte systematisch Land auf, um es später als Bauland weiterzuverkaufen und aus dem erwarteten Gewinn einen Teil der Baukosten zu übernehmen. Politische Unterstützung erhielt das Projekt vor allem von Senator Spalding und den beiden Senatssyndici Eduard Banks und Wilhelm Amsinck, nach denen mehrere Hauptstraßen im Stadtteil benannt sind. Am 1. September 1842 billigten Rat und Bürgerschaft durch gemeinsamen Beschluss das Projekt. Monate zuvor hatte der Große Stadtbrand rund ein Drittel der Hamburger Innenstadt zerstört und so den Bedarf an neuen Wohnungen erheblich gesteigert, zugleich konnte der Trümmerschutt zur Aufhöhung des Hammerbrooks genutzt werden.
Lindleys Kanalprojekt wurde bis Ende der 1840er Jahre umgesetzt; 1847 wurde die Hammerbrookschleuse fertiggestellt, die das Netz seither mit dem Oberhafen und der Elbe verbindet. Zu einer flächendeckenden Besiedlung des Hammerbrooks kam es aber erst nach Aufhebung der hemmenden Torsperre zur Jahreswende 1860/61. Bis etwa 1880 war das Gebiet westlich des Hochwasserbassins vollständig bebaut. Etwa zur selben Zeit fiel die Entscheidung zum Bau der Speicherstadt, für die die bisherigen Wohngebiete auf den Elbinseln Kehrwieder und Wandrahm abgerissen und rund 20.000 Menschen umgesiedelt werden mussten. Ein Großteil von ihnen fand wiederum auf dem Hammerbrook ein neues Zuhause, der ab 1900 auch östlich des Hochwasserbassins mit Sand aus den Boberger Dünen um mehrere Meter aufgeschüttet und mit Mietshäusern dicht bebaut wurde. Dazu wurden auch der Mittel- und Südkanal nach Osten bis an die Grenze der Horner Marsch verlängert.

## Übersicht der Kanäle
Die Tabelle listet die heute noch vorhandenen Kanäle auf hellem Grund und die nicht mehr vorhandenen auf dunklem Grund auf. Historische Angaben stehen in Klammern.
| Kanal               | Länge in m  | Beginn                                                   | Ende                                                      | Anmerkung |
| ------------------- | ----------- | -------------------------------------------------------- | --------------------------------------------------------- | --- |
| Amsinckkanal        | 720         | 53° 32′ 43″ N, 10° 0′ 58″ O                              | 53° 32′ 30″ N, 10° 1′ 30″ O                               | benannt nach seiner Lage parallel zur Amsinckstraße                                                                      |
| Bankskanal          | 730         | 53° 32′ 42″ N, 10° 0′ 55″ O                              | 53° 32′ 29″ N, 10° 1′ 28″ O                               | benannt nach seiner Lage parallel zur Banksstraße                                                                        |
| Gustavkanal         | 260         | 53° 32′ 41″ N, 10° 1′ 26″ O                              | 53° 32′ 49″ N, 10° 1′ 20″ O                               | |
| Hochwasserbassin    | 860 (1040)  | 53° 32′ 35″ N, 10° 2′ 2″ O                               | 53° 33′ 1″ N, 10° 1′ 42″ O (53° 33′ 6″ N, 10° 1′ 37″ O)   | schon vorher als Festungsgraben vorhanden und in Lindleysches Kanalnetz einbezogen                                       |
| Kammerkanal         | 490         | 53° 32′ 39″ N, 10° 0′ 44″ O                              | 53° 32′ 31″ N, 10° 1′ 8″ O                                | |
| Lübecker Kanal      | 610         | 53° 32′ 38″ N, 10° 1′ 16″ O                              | 53° 32′ 56″ N, 10° 1′ 2″ O                                | benannt nach dem hier gelegenen Lübecker Güterbahnhof, der Personenbf. befand sich weiter nördlich an der Spaldingstraße |
| Mittelkanal         | 3460        | 53° 32′ 44″ N, 10° 1′ 1″ O                               | 53° 32′ 57″ N, 10° 4′ 1″ O                                | |
| Niedrigwasserbassin |             |                                                          |                                                           | parallel zum Hochwasserbassin, heute Bahntrasse nach Bergedorf und Berlin                                                |
| Nordkanal           | 1300        | 53° 32′ 43″ N, 10° 0′ 55″ O                              | 53° 33′ 6″ N, 10° 1′ 36″ O                                | heute Nordkanalstraße |
| Rückerskanal        | 240         | 53° 32′ 52″ N, 10° 3′ 38″ O                              | 53° 32′ 58″ N, 10° 3′ 45″ O                               | benannt nach seiner Lage parallel zum Rückersweg                                                                         |
| Schleusenkanal      | 500         | 53° 32′ 37″ N, 10° 0′ 37″ O                              | 53° 32′ 44″ N, 10° 1′ 1″ O                                | |
| Sonninkanal         | 300 (310)   | 53° 32′ 44″ N, 10° 1′ 1″ O                               | 53° 32′ 53″ N, 10° 0′ 54″ O (53° 32′ 53″ N, 10° 0′ 54″ O) | benannt nach seiner Lage parallel zur Sonninstraße, die wiederum nach Ernst Georg Sonnin benannt ist                     |
| Südkanal            | 2580 (3160) | 53° 32′ 42″ N, 10° 1′ 32″ O (53° 32′ 28″ N, 10° 1′ 4″ O) | 53° 32′ 46″ N, 10° 3′ 36″ O                               | |
| Victoriakanal       | 310         | 53° 32′ 50″ N, 10° 1′ 20″ O                              | 53° 32′ 59″ N, 10° 1′ 12″ O                               | |
| Wichernskanal       | 310         | 53° 33′ 0″ N, 10° 3′ 45″ O                               | 53° 33′ 8″ N, 10° 3′ 53″ O                                | benannt nach seiner Lage parallel zum Wichernsweg, heute überbaut mit der Straße Wicherns Garten                         |
| Güterkanal          | 490         | 53° 32′ 46″ N, 10° 0′ 25″ O                              | 53° 32′ 41″ N, 10° 0′ 48″ O                               | auf dem Gelände des Güterbahnhofs Hammerbrook, der zum Vorfeld des Berliner Bahnhofs gehörte                             |